# Штићеник (филм из 1966)
Штићеник је југословенски филм снимљен 1966. године у режији Владана Слијепчевића и по сценарију Јована Ћирилова.

## Радња
Главни јунак је Иван, млад и амбициозан човек који жели да се попне на врх друштвене лествице. Он не бира средства да би дошао до циља. Иван долази у издавачку кућу код Војина који је задужен за откривање младих талената али њега не интересују превише песници. Иван упознаје песникињу Каћу која му помаже да се запосли на телевизији, затим почиње да води паралелни љубавни живот са Драганом и Божицом. 
Постаје безобразнији према људима из своје околине и долази до свађе између њега и песникиње Каће и због тога даје отказ на телевизији.

## Улоге
| Глумац                 | Улога                                   |
| ---------------------- | --------------------------------------- |
| Љубиша Самарџић        | Иван Стојановић                         |
| Шпела Розин            | Божица                                  |
| Станислава Пешић       | Драгана                                 |
| Раде Марковић          | Војин                                   |
| Душа Почкај            | Каћа                                    |
| Љубинка Бобић          | газдарица                               |
| Јовиша Војиновић       | газда Света                             |
| Михајло Костић         | Јанкета                                 |
| Драгомир Бојанић Гидра | Јаков                                   |
| Божидар Стошић         | Мали                                    |
| Предраг Тасовац        | директор телевизије                     |
| Оља Грастић            | новинарка                               |
| Петар Краљ             | новинар                                 |
| Душан Голумбовски      | Гајић                                   |
| Миодраг Андрић         | нервозни студент                        |
| Миодраг Лазаревић      | Председник комисије (као Миле Лазаревић |
| Радомир Поповић        | Даскаловић                              |
| Драган Зарић           | Студент                                 |
| Александар Груден      | Студент                                 |